# Ottone I di Nassau
Ottone I di Nassau (1247 circa – tra il 3 maggio 1289 e il 19 marzo 1290) fu Conte di Nassau ed è l'antenato del ramo ottoniano del Casato di Nassau.

## Biografia
Ottone era il terzo figlio maschio del conte Enrico II di Nassau e di Matilde di Gheldria e Zutphen, figlia più giovane del conte Ottone I di Gheldria e Zutphen e di Riccarda di Baviera (figlia a sua volta di Ottone I, duca di Baviera). Ottone I di Nassau è menzionato per la prima volta in un documento del 1247.
Ottone succedette al padre prima del 1251, assieme al fratello Valderamo II. Nel 1251 ottennero il titolo di città per Herborn da parte del re dei Romani Guglielmo.
Valderamo ed Ottone divisero la contea il 16 dicembre 1255 con il fiume Lahn come confine. Il trattato di suddivisione è ad oggi conosciuto come Prima divisio. L'area a Nord del Lahn, che comprendeva le signorie di Siegen, Dillenburg, Herborn, Tringenstein, Neukirch ed Emmerichenhain, una parte di Kalenberger Zent, così come Dietkirchen ed Ems, venne assegnata ad Ottone. Il castello di Nassau e relative dipendenze (Dreiherrische), i distretti di Miehlen e Schönau (l'abbazia di Schönau vicino a Strüth), il Vierherrengericht, il castello di Laurenburg, l'Esterau (posseduto congiuntamente ai Conti di Dietz) e i feudi in Assia rimasero proprietà comune.
Proteggere e rinforzare i propri diritti nella propria contea non fu sempre facile per Ottone, soprattutto in un periodo in cui il potere dell'autorità centrale del Sacro Romano Impero era in crisi. Dispute con i signori di Westerburg e con i conti di Sayn sulle prerogative sulla regione del Westerwald, nonché diatribe con i signori di Greifenstein e di Dernbach sul potere esecutivo, conducevano a frequenti faide e battaglie. I dettagli di questi conflitti non sono giunti fino a noi. Nelle sue guerre contro l'elettorato arcivescovile di Treviri, Ottone perse il protettorato (Vogtei) sulle città di Coblenza ed Ems.
Anche le relazioni di Ottone con Sigfrido II di Westerburg, arcivescovo di Colonia, sono a tutt'oggi poco chiare. L'8 aprile 1277 Ottone I stipulò un accordo con numerosi signori feudali della Vestfalia per muovere guerra contro l'elettorato di Colonia; Nella successiva guerra per la successione di Limburgo Ottone e l'arcivescovo erano invece alleati.
Il tentativo di Ottone di ridurre i ricchi privilegi concessi dal padre all'Ordine Teutonico o, quantomeno, di non incrementarli secondo le richieste dell'ordine, gli valsero, nel 1285, la condanna a ladro dei beni dell'ordine, la scomunica e l'imposizione di un interdetto sulla sua contea. L'anno successivo le accuse decaddero.

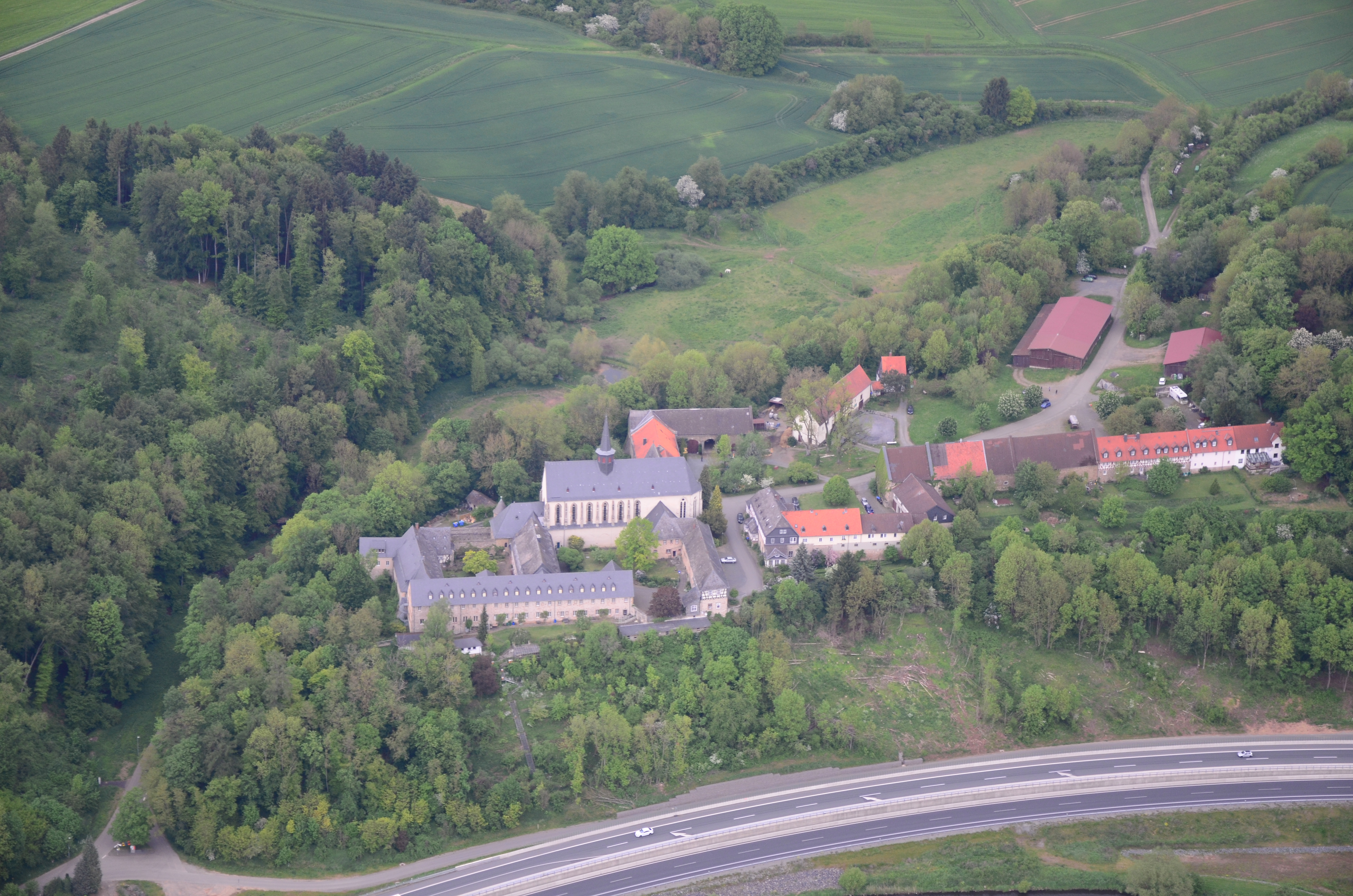
Veduta aerea dell'abbazia di Altenberg

Prima del 1287 Ottone commissionò la cappella di Feldbach. Un atto datato 3 maggio 1289, riguardante una donazione all'abbazia di Altenberg, è l'ultimo documento in cui Ottone I è dato per vivo; in un successivo contratto del 19 marzo 1290 egli è menzionato come deceduto. Ottone I venne sepolto nell'abbazia di Altenberg. Alla sua morte la contea passò ai figli maschi Enrico, Emilio e Giovanni.

## Matrimonio e discendenza
Prima del 1270, Ottone I di Nassau sposò Agnese di Leiningen (m. dopo dicembre 1299), figlia del conte Emilio IV di Leiningen e della prima moglie Elisabetta. Agnese verrà sepolta anch'essa presso l'abbazia di Altenberg.
Dal matrimonio nacquero i seguenti figli:
- Enrico, divenne conte di Nassau-Siegen;
- Matilde, sposò Gerardo di Schöneck;
- Emilio, divenne conte di Nassau-Hadamar;
- Ottone, fu canonico a Worms;
- Giovanni, divenne conte di Nassau-Dillenburg;
- Gertrude, fu badessa dell'abbazia di Altenberg.

Ottone I ebbe inoltre un figlio illegittimo, di nome Enrico, che fu uno scoltetto. A sua volta ebbe un figlio di nome Arnoldo, menzionato in un documento del 1314.

## Ascendenza
|                       |                      |                        | Genitori                         |  |  | Nonni |  |  | Bisnonni                |  |  | Trisnonni                 |  |
|                       |                      |                        |                                  |  |  |       |  |  | Roberto I di Laurenburg |  |  | Dudo-Enrico di Laurenburg |  |
|                       |                      |                        |                                  |  |  |       |  |  | Roberto I di Laurenburg |  |  | Dudo-Enrico di Laurenburg |  |
|                       |                      | …                      |                                  |  |  |       |  |  | Roberto I di Laurenburg |  |  |                           |  |
| Valderamo I di Nassau |                      |                        |                                  |  |  |       |  |  | Roberto I di Laurenburg |  |  |                           |  |
|                       |                      | …                      | …                                |  |  |       |  |  |                         |  |  |                           |  |
|                       |                      | …                      | …                                |  |  |       |  |  |                         |  |  |                           |  |
|                       |                      | …                      | …                                |  |  |       |  |  |                         |  |  |                           |  |
| Enrico II di Nassau   |                      | …                      |                                  |  |  |       |  |  |                         |  |  |                           |  |
|                       |                      | …                      | …                                |  |  |       |  |  |                         |  |  |                           |  |
|                       |                      | …                      | …                                |  |  |       |  |  |                         |  |  |                           |  |
|                       |                      | …                      | …                                |  |  |       |  |  |                         |  |  |                           |  |
| Cunegonda             |                      | …                      |                                  |  |  |       |  |  |                         |  |  |                           |  |
|                       |                      | …                      | …                                |  |  |       |  |  |                         |  |  |                           |  |
|                       |                      | …                      | …                                |  |  |       |  |  |                         |  |  |                           |  |
|                       |                      | …                      | …                                |  |  |       |  |  |                         |  |  |                           |  |
| Ottone I di Nassau    |                      | …                      |                                  |  |  |       |  |  |                         |  |  |                           |  |
|                       | Enrico I di Gheldria | Gerardo II di Gheldria |                                  |  |  |       |  |  |                         |  |  |                           |  |
|                       | Enrico I di Gheldria | Gerardo II di Gheldria |                                  |  |  |       |  |  |                         |  |  |                           |  |
|                       | Enrico I di Gheldria | Ermengarda di Zutphen  |                                  |  |  |       |  |  |                         |  |  |                           |  |
| Ottone I di Gheldria  | Enrico I di Gheldria |                        |                                  |  |  |       |  |  |                         |  |  |                           |  |
|                       |                      | Agnese di Arnstein     | …                                |  |  |       |  |  |                         |  |  |                           |  |
|                       |                      | Agnese di Arnstein     | …                                |  |  |       |  |  |                         |  |  |                           |  |
|                       |                      | Agnese di Arnstein     | …                                |  |  |       |  |  |                         |  |  |                           |  |
| Matilde di Gheldria   |                      | Agnese di Arnstein     |                                  |  |  |       |  |  |                         |  |  |                           |  |
|                       |                      | Ottone I di Baviera    | Ottone IV di Wittelsbach         |  |  |       |  |  |                         |  |  |                           |  |
|                       |                      | Ottone I di Baviera    | Ottone IV di Wittelsbach         |  |  |       |  |  |                         |  |  |                           |  |
|                       |                      | Ottone I di Baviera    | Heilika di Pettendorf-Lengenfeld |  |  |       |  |  |                         |  |  |                           |  |
| Riccarda di Baviera   |                      | Ottone I di Baviera    |                                  |  |  |       |  |  |                         |  |  |                           |  |
|                       |                      | Agnese di Loon         | Luigi I di Loon                  |  |  |       |  |  |                         |  |  |                           |  |
|                       |                      | Agnese di Loon         | Luigi I di Loon                  |  |  |       |  |  |                         |  |  |                           |  |
|                       |                      | Agnese di Loon         | Agnese di Metz                   |  |  |       |  |  |                         |  |  |                           |  |
|                       |                      | Agnese di Loon         |                                  |  |  |       |  |  |                         |  |  |                           |  |